# Vuelo 1039 de PBA
El Vuelo 1039 de PBA fue un vuelo de pasajeros programado desde el Aeropuerto Internacional de Jacksonville en Jacksonville, Florida , al Aeropuerto Internacional de Tampa , Florida. El 6 de diciembre de 1984, el avión se estrelló al despegar en Jacksonville, matando a los 13 pasajeros y la tripulación.

## Antecedentes
La aerolínea había sido puesta en tierra el 10 de noviembre de 1984 por violar las reglas federales de seguridad de la aviación y comenzó a regresar al servicio el 25 de noviembre. Antes de ser puesta en tierra, la aerolínea transportaba más pasajeros que cualquier otra aerolínea regional en los Estados Unidos.
La aeronave fue comprada por PBA en octubre de 1981 y fue operada continuamente por PBA hasta el accidente, acumulando 5662 horas de operación y 7,858 ciclos a la fecha del accidente.
El capitán del vuelo 1039 fue contratado por PBA en 1974. En el momento del accidente, había acumulado aproximadamente 10,000 horas de vuelo, incluidas aproximadamente 400 horas en el EMB 110. El primer oficial fue contratado en 1984 y había acumulado aproximadamente 3,000 de tiempo de vuelo, incluidas 500 horas en el Embraer 110.: 50 

## Accidente
El vuelo 1039 de PBA estaba programado para salir de Jacksonville a las 6:08 p. m. hora estándar del este . A las 6:12 p. m., el Vuelo 1039 recibió autorización para despegar y comenzó su recorrido por la pista 31. A las 6:13 p. m., el EMB 110 despega por encima del extremo de salida de la pista 31, y se le dijo al vuelo que cambiara de frecuencia, que reconoció con "OK, hasta luego".: 2 
Treinta segundos después, los testigos vieron la aeronave en un fuerte descenso. El estabilizador horizontal, los elevadores, el conjunto del cono de cola y parte de la aleta ventral se separaron del avión durante el vuelo. A las 6:14 p. m., el EMB 110 se estrelló aproximadamente a 7,800 pies (2,400 m) más allá del final de la Pista 31.: 2, 4 La aeronave fue destruida por el impacto y un incendio posterior al choque; los 11 pasajeros y ambos miembros de la tripulación murieron por "fuerzas de impacto severo que excedieron la tolerancia humana": 2, 16 